# 最緊要好玩
《最緊要好玩》（英語：Hong Kong Gag Gag）/《最緊要好好玩·消暑版》（英語：Gag Gag Summer）是香港電視廣播有限公司的一個趣劇節目，由2017年2月11日到4月29日，和由同年5月27日起，香港時間逢星期六晚上22:30-23:00在翡翠台播出。而消暑版為2017年TVB Amazing Summer推介綜藝節目之一。
這個節目內容是仿效香港1980年代的搞笑趣劇，主要由無綫喜劇演員（林盛斌、泰臣、何遠東、戴耀明、黃建東、胡渭康、何君誠、蔡康年、張振朗、張致恆、麥美恩、張美妮、莊思敏、莊思明、吳沚默、吳嘉儀、張惠雅、李綺雯、樊奕敏）、香港演藝學院學員（鄧智堅、許晉邦、張翼東、吳佩隆、李項珩、黃頌明）及新一屆演藝進修班演員（伍禮騫、胡㻗、袁鎮業、麥凱程、阮嘉敏、程皓、蘇可欣、葉蒨文）演出。

## 每集內容

### 最緊要好玩
| 集數 | 播映日期 | 主題                 | 演員 |
| 01   | 2月11日  | 「笑星」初登場       | 林盛斌、泰臣、何遠東、黃建東、胡渭康、何君誠、楊詩敏、麥美恩、張美妮、莊思敏、吳沚默、吳嘉儀、張惠雅、鄧智堅、許晉邦、張翼東、吳佩隆、黃頌明、邵子風、韋家雄 |
| 02   | 2月18日  | 情人節後有多FUN？    | 林盛斌、泰臣、何遠東、黃建東、胡渭康、何君誠、麥美恩、張美妮、莊思敏、吳沚默、吳嘉儀、張惠雅、鄧智堅、許晉邦、張翼東、吳佩隆、吳景隆、黃頌明、伍禮騫、袁鎮業、鍾君揚、蘇可欣、代蓮曦丹美、陳睿雯                                                                                   |
| 03   | 2月25日  | 老細「講呢啲」       | 林盛斌、泰臣、何遠東、黃建東、胡渭康、何君誠、蔡康年、麥美恩、張美妮、莊思敏、吳沚默、吳嘉儀、張惠雅、李綺雯、鄧智堅、許晉邦、張翼東、吳佩隆、李項珩、黃頌明、吳景隆、伍禮騫、胡㻗、袁鎮業、鍾君揚、麥凱程、阮嘉敏、程皓、蘇可欣、單文柔、代蓮曦丹美、李嘉、馬俊傑、林泳淘、利穎怡 |
| 04   | 3月4日   | 女友暗號「搲爆頭」   | 泰臣、何遠東、戴耀明、黃建東、胡渭康、何君誠、楊詩敏、張美妮、莊思敏、吳沚默、吳嘉儀、張惠雅、李綺雯、鄧智堅、許晉邦、張翼東、吳佩隆、李項珩、黃頌明、吳景隆、麥凱程、伍禮騫、阮嘉敏、程皓、陳國峰                                                                                 |
| 05   | 3月18日  | 現代外母「語錄」     | 林盛斌、泰臣、何遠東、黃建東、胡渭康、何君誠、蔡康年、張美妮、莊思敏、吳嘉儀、張惠雅、李綺雯、鄧智堅、許晉邦、張翼東、吳佩隆、李項珩、黃頌明、伍禮騫、麥凱程、胡㻗、袁鎮業、鍾君揚、許家傑、葉蒨文、阮嘉敏、程皓、魏韵芝                                                           |
| 06   | 4月8日   | 清明時節搞乜鬼？     | 泰臣、何遠東、黃建東、胡渭康、何君誠、張致恆、麥美恩、張美妮、莊思敏、吳沚默、吳嘉儀、張惠雅、鄧智堅、許晉邦、張翼東、吳佩隆、李項珩、黃頌明、伍禮騫、麥凱程、胡㻗、袁鎮業、葉蒨文、阮嘉敏、程皓、利穎怡                                                                           |
| 07   | 4月15日  | 當新丁遇上「資深批」 | 林盛斌、泰臣、何遠東、黃建東、胡渭康、何君誠、蔡康年、張美妮、莊思敏、吳沚默、吳嘉儀、張惠雅、李綺雯、樊奕敏、鄧智堅、許晉邦、張翼東、吳佩隆、李項珩、黃頌明、麥凱程、伍禮騫、袁鎮業、胡㻗、葉蒨文、阮嘉敏、程皓、王俊棠、李漫芬                                                   |
| 08   | 4月22日  | 爆笑「升降機」       | 林盛斌、泰臣、何遠東、黃建東、胡渭康、何君誠、蔡康年、張致恆、張美妮、莊思敏、吳沚默、吳嘉儀、張惠雅、李綺雯、樊奕敏、鄧智堅、許晉邦、張翼東、吳佩隆、李項珩、黃頌明、麥凱程、伍禮騫、袁鎮業、胡㻗、葉蒨文、阮嘉敏、程皓、曹思詩                                                   |
| 09   | 4月29日  | 「情事」天氣報告     | 林盛斌、泰臣、何遠東、黃建東、胡渭康、何君誠、蔡康年、張美妮、莊思敏、吳沚默、吳嘉儀、張惠雅、李綺雯、鄧智堅、張翼東、吳佩隆、李項珩、黃頌明、麥凱程、伍禮騫、胡㻗、葉蒨文、阮嘉敏、程皓、謝智英                                                                                   |
| 10   | 5月27日  | High上雲霄           | 林盛斌、泰臣、何遠東、戴耀明、黃建東、胡渭康、何君誠、蔡康年、張致恆、楊詩敏、張美妮、莊思敏、吳沚默、吳嘉儀、張惠雅、李綺雯、鄧智堅、張翼東、吳佩隆、李項珩、許晉邦、黃頌明、麥凱程、伍禮騫、胡㻗、袁鎮業、許家傑、黃榮燊、阮嘉敏、程皓、葉蒨文、單文柔                           |
| 11   | 6月10日  | 健身室「大隻妙」     | 林盛斌、泰臣、何遠東、黃建東、胡渭康、何君誠、蔡康年、張美妮、莊思敏、吳沚默、吳嘉儀、張惠雅、李綺雯、鄧智堅、張翼東、吳佩隆、李項珩、許晉邦、黃頌明、麥凱程、伍禮騫、胡㻗、袁鎮業、黃榮燊、阮嘉敏、程皓、葉蒨文                                                                   |
| 12   | 6月17日  | 古堡奇趣「大審判」   | 林盛斌、泰臣、何遠東、黃建東、胡渭康、何君誠、蔡康年、張美妮、莊思敏、吳沚默、吳嘉儀、李綺雯、鄧智堅、張翼東、吳佩隆、許晉邦、黃頌明、麥凱程、伍禮騫、胡㻗、袁鎮業、許家傑、阮嘉敏                                                                                                 |
| 13   | 6月24日  | 肥仔心事有誰知       | 林盛斌、泰臣、何遠東、戴耀明、黃建東、胡渭康、何君誠、蔡康年、麥美恩、張美妮、莊思敏、吳沚默、吳嘉儀、張惠雅、李綺雯、鄧智堅、張翼東、吳佩隆、許晉邦、李項珩、黃頌明、麥凱程、伍禮騫、胡㻗、袁鎮業、許家傑、阮嘉敏、程皓、蘇可欣、單文柔、王俊棠、曹思詩、利穎怡                   |
| 14   | 7月1日   | 武館多樂事           | 泰臣、何遠東、戴耀明、黃建東、胡渭康、何君誠、蔡康年、張振朗、麥美恩、張美妮、吳沚默、吳嘉儀、李綺雯、樊奕敏、鄧智堅、張翼東、吳佩隆、許晉邦、黃頌明、麥凱程、伍禮騫、胡㻗、袁鎮業、許家傑、阮嘉敏、程皓、葉蒨文、蘇可欣、單文柔、盧偉文                                           |
| 15   | 7月8日   | BB有話兒             | 泰臣、何遠東、戴耀明、黃建東、胡渭康、何君誠、蔡康年、張振朗、麥美恩、張美妮、莊思敏、莊思明、吳沚默、吳嘉儀、張惠雅、李綺雯、鄧智堅、張翼東、吳佩隆、許晉邦、李項珩、黃頌明、麥凱程、伍禮騫、胡㻗、袁鎮業、阮嘉敏、程皓、葉蒨文、蘇可欣                                           |
| 16   | 7月15日  | 皇軍少佐の日常       | 泰臣、何遠東、戴耀明、黃建東、胡渭康、何君誠、蔡康年、張致恆、秦啟維、麥美恩、張美妮、吳沚默、吳嘉儀、樊奕敏、林穎彤、鄧智堅、張翼東、吳佩隆、許晉邦、李項珩、黃頌明、麥凱程、胡㻗、許家傑、阮嘉敏、程皓、葉蒨文、蘇可欣、王俊棠                                                   |
| 17   | 7月22日  | 古裝奇情             | 泰臣、何遠東、戴耀明、黃建東、何君誠、蔡康年、張振朗、張致恆、秦啟維、張美妮、莊思敏、吳沚默、吳嘉儀、樊奕敏、林頴彤、小寶、鄧智堅、張翼東、吳佩隆、許晉邦、李項珩、黃頌明、麥凱程、胡㻗、蘇可欣、曹思詩                                                                           |
| 18   | 7月29日  | 單身男「死因」解構   | 泰臣、何遠東、戴耀明、黃建東、蔡康年、張振朗、張致恆、秦啟維、張美妮、莊思敏、莊思明、吳嘉儀、張惠雅、樊奕敏、林頴彤、小寶、鄧智堅、張翼東、吳佩隆、許晉邦、黃頌明、蕭徽勇 |
| 19   | 8月5日   | 古靈精怪酒店房       | 泰臣、何遠東、戴耀明、黃建東、胡渭康、何君誠、蔡康年、張振朗、張致恆、秦啟維、張美妮、吳沚默、吳嘉儀、張惠雅、樊奕敏、林頴彤、莊思明、小寶、鄧智堅、張翼東、吳佩隆、許晉邦、黃頌明、伍禮騫、麥凱程、阮嘉敏、葉蒨文、林希靈、蕭徽勇                                                 |
| 20   | 8月12日  | 大清後宮揭秘         | 泰臣、何遠東、戴耀明、黃建東、胡渭康、何君誠、蔡康年、張振朗、張致恆、秦啟維、楊詩敏、麥美恩、莊思明、吳沚默、吳嘉儀、李綺雯、張惠雅、小寶、鄧智堅、張翼東、吳佩隆、許晉邦、黃頌明、伍禮騫、胡㻗、袁鎮業、麥凱程、葉蒨文、程皓、林希靈、思霆                                       |
| 21   | 8月19日  | 「魔女」變變變       | 泰臣、胡渭康、何君誠、蔡康年、張振朗、張致恆、秦啟維、楊詩敏、麥美恩、張美妮、吳沚默、吳嘉儀、張惠雅、樊奕敏、林頴彤、莊思明、小寶、鄧智堅、張翼東、吳佩隆、許晉邦、黃頌明、伍禮騫、胡㻗、袁鎮業、麥凱程、阮嘉敏、葉蒨文、思霆                                                     |
| 22   | 8月26日  | 好玩Disco            | 胡渭康、何君誠、黃建東、戴耀明、張致恆、秦啟維、楊詩敏、張美妮、吳沚默、吳嘉儀、張惠雅、林頴彤、樊奕敏、莊思敏、莊思明、小寶、鄧智堅、張翼東、吳佩隆、許晉邦、黃頌明、胡㻗、袁鎮業、麥凱程、程皓、葉蒨文、林希靈                                                                   |

### 最緊要好好玩·消暑版
| 集數 | 播映日期 | 主題               | 演員 |
| 01   | 8月28日  | 美女暢遊「收唔島」 | 林盛斌、何遠東、戴耀明、黃建東、胡渭康、何君誠、蔡康年、張致恆、張美妮、吳沚默、莊思敏、莊思明、鄧智堅、吳佩隆、張翼東、許晉邦、黃頌明、袁鎮業、胡㻗、伍禮騫、阮嘉敏、程皓、葉蒨文、林希靈、區永權、衛志豪、陸浩明、翟威廉、郭子豪、安德尊、鄧梓峰、莫家淦、譚玉瑛、梁嘉琪、林泳淘、劉溫馨、馮盈盈、劉穎鏇、張寶兒、邵珮詩、思霆、江嘉敏 |
| 02   | 8月29日  | 螢幕情侶打大交     | 林盛斌、戴耀明、黃建東、胡渭康、何君誠、張致恆、秦啟維、張美妮、吳嘉儀、張惠雅、林頴彤、莊思敏、莊思明、鄧智堅、吳佩隆、張翼東、許晉邦、黃頌明、麥凱程、胡㻗、程皓、葉蒨文、林希靈、張振朗、龔嘉欣、李旻芳、黃耀英、李豪、蔣家旻、何浩文、高海寧、文凱玲、王卓淇、鄭子誠、馬蹄露、林秀怡、文雅、江嘉敏                                   |
| 03   | 8月30日  | 乖孫寫信「鼎」唔順 | 林盛斌、泰臣、何遠東、胡渭康、何君誠、蔡康年、張致恆、張美妮、吳嘉儀、樊奕敏、鄧智堅、吳佩隆、張翼東、李項珩、黃頌明、麥凱程、胡㻗、許家傑、程皓、葉蒨文、林希靈、李家鼎、邵珮詩、張振朗、龔嘉欣、何浩文、文凱玲、王卓淇、鄭子誠、翟威廉、林秀怡、范文雅、江嘉敏、韋家雄                                                                   |
| 04   | 8月31日  | 綠葉也瘋狂         | 林盛斌、何遠東、戴耀明、黃建東、胡渭康、蔡康年、張美妮、吳嘉儀、張惠雅、鄧智堅、吳佩隆、張翼東、許晉邦、李項珩、黃頌明、伍禮騫、袁鎮業、胡㻗、阮嘉敏、程皓、葉蒨文、林希靈、區永權、衛志豪、陸浩明、鄧梓峰、莫家淦、邵珮詩、文凱玲、馬蹄露、鄭子誠、翟威廉、韋家雄、劉江、羅蘭、袁文傑、麥玲玲、古明華、文雅                             |
| 05   | 9月1日   | 《叻人新世紀》回歸 | 李克勤、梁榮忠、林盛斌、泰臣、何遠東、張美妮、吳嘉儀、吳沚默、張惠雅、林頴彤、樊奕敏、鄧智堅、吳佩隆、張翼東、許晉邦、黃頌明、伍禮騫、麥凱程、胡㻗、阮嘉敏、程皓、葉蒨文、林希靈、小寶、陸浩明、鄧梓峰、文凱玲、馬蹄露、鄭子誠、譚嘉儀、狄以達、Super Girls、周志康、張子、駱胤鳴、曾航生、林師傑、馮允謙、鄭世豪、梁嘉琪、曹思詩、思霆  |

## 出現集數（含消暑版）
- 27：黃頌明、鄧智堅、張翼東、吳佩隆
- 26：吳嘉儀、張美妮
- 25：許晉邦
- 24：何遠東、何君誠、胡渭康、黃建東
- 23：泰臣
- 22：吳沚默、麥凱程、胡㻗
- 21：張惠雅
- 20：蔡康年、伍禮騫、程皓
- 19：莊思敏、阮嘉敏、葉蒨文
- 17：袁鎮業
- 16：林盛斌
- 15：李項珩
- 14：戴耀明
- 13：李綺雯、張致恆
- 11：樊奕敏
- 10：麥美恩
- 9：林希靈
- 8：張振朗、林頴彤、莊思明、秦啟維
- 7：小寶、蘇可欣、許家傑
- 6：楊詩敏
- 4：文凱玲、鄭子誠、曹思詩、單文柔、余思霆
- 3：陸浩明、鄧梓峰、馬蹄露、韋家雄、翟威廉、邵珮詩、王俊棠、范文雅、利穎怡、江嘉敏、鍾君揚
- 2：龔嘉欣、何浩文、區永權、衛志豪、王卓淇、林泳淘、林秀怡、梁嘉琪、莫家淦、蕭徽勇、吳景隆、黃榮燊、代蓮曦丹美
- 1：邵子風、李嘉、馬俊傑、盧偉文、謝智英、陳國峰、李漫芬、陳睿雯、魏韵芝、郭子豪、安德尊、譚玉瑛、劉溫馨、馮盈盈、劉穎鏇、張寶兒、李旻芳、黃耀英、李豪、蔣家旻、高海寧、李家鼎、劉江、羅蘭、袁文傑、麥玲玲、古明華、譚嘉儀、狄以達、Super Girls、周志康、駱胤鳴、曾航生、林師傑、馮允謙、鄭世豪、張子丰

## 節目調動
- 2017年3月11日：由於播《迷》結局篇，所以停播一次。
- 2017年3月25日：由於播《千奇百趣特工隊》最後一集，所以停播一次。
- 2017年4月1日：由於播《群星唱談鄭少秋》，所以停播一次。
- 2017年5月6日至13日：由於播《社企打工王II》（共兩集），所以停播兩次。
- 2017年5月20日：由於直播《萬眾同心公益金》，所以停播一次。
- 2017年6月3日：由於播《2017勁歌金曲優秀選第一回》，所以停播一次。

## 外部連結
- 《最緊要好玩》 - 主頁 - tvb.com （页面存档备份，存于）
- 《最緊要好好玩 消暑版》 - 主頁 - tvb.com （页面存档备份，存于）

## 電視節目的變遷
| 香港無綫電視翡翠台 星期六 22:30-23:00 時段                    | 香港無綫電視翡翠台 星期六 22:30-23:00 時段                                           | 香港無綫電視翡翠台 星期六 22:30-23:00 時段 |
| ------------------------------------------------------------- | ------------------------------------------------------------------------------------ | ------------------------------------------ |
|                                                               | 最緊要好玩 （2017.02.11－2017.04.29） （2017.05.27－2017.08.26）                     |                                            |
| 新春花車巡遊匯演 （2017.02.04） 萬眾同心公益金 （2017.05.20） | 社企打工王II （2017.05.06－2017.05.13） C AllStar泰空曼遊 （2017.09.02－2017.09.30） |                                            |

| 香港電視廣播有限公司翡翠台 星期一至五 22:30-23:00 時段 | 香港電視廣播有限公司翡翠台 星期一至五 22:30-23:00 時段 | 香港電視廣播有限公司翡翠台 星期一至五 22:30-23:00 時段 |
| ------------------------------------------------------ | ------------------------------------------------------ | ------------------------------------------------------ |
|                                                        | 最緊要好好玩 消暑版 （2017.08.28－2017.09.01）         |                                                        |
| 阿爺廚房（第二輯） （2017.07.17－2017.08.25）          | 嫁到這世界邊端 （2017.09.04－2017.09.15）              |                                                        |

| 香港 無綫電視翡翠台 星期六 15:20-15:55 · （只選播其中8集） · 4月4日暫停播映 | 香港 無綫電視翡翠台 星期六 15:20-15:55 · （只選播其中8集） · 4月4日暫停播映 | 香港 無綫電視翡翠台 星期六 15:20-15:55 · （只選播其中8集） · 4月4日暫停播映 |
| --------------------------------------------------------------------------- | --------------------------------------------------------------------------- | --------------------------------------------------------------------------- |
|                                                                             | 最緊要好玩 （2020年3月7日－2020年6月6日）                                   |                                                                             |
| 最佳女主角 （2019年6月1日－2020年2月29日）                                  | 1+1的深情 （2020年6月13日－2020年8月8日）                                   |                                                                             |